# Gennadi Wladimirowitsch Gudkow

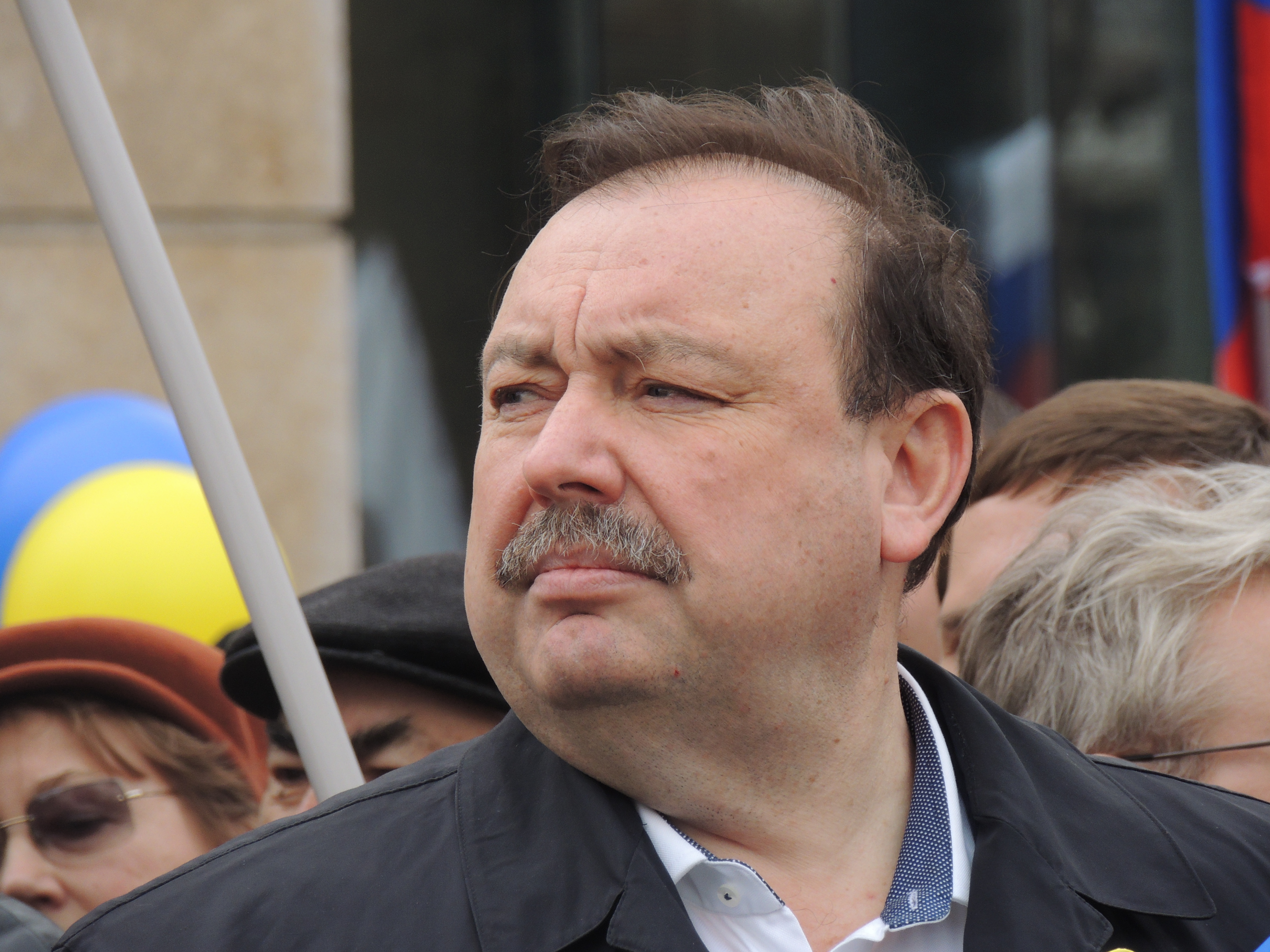
Gennadi Gudkow, 2014

Gennadi Wladimirowitsch Gudkow (russisch Генна́дий Влади́мирович Гудко́в; * 15. August 1956 in Kolomna, Oblast Moskau) ist ein russischer Politiker.

## Leben
Gudkow studierte zunächst am Staatlichen Pädagogischen Institut seiner Heimatstadt Kolomna und unterrichtete anschließend einige Jahre lang Englisch. 1978 bis 1980 leistete er seinen Armeedienst ab. Anschließend arbeitete er für das Stadtgebietskomitee des Komsomol. Ab 1982 war er Mitarbeiter des sowjetischen Geheimdienstes KGB, zunächst in Kolomna, ab 1989 dann in der KGB-Zentrale in Moskau. 1992 verließ er den Geheimdienst im Range eines Obersts.
Nachdem er einige Jahre lang eine private Sicherheitsfirma geführt hatte, kandidierte Gudkow 1999 bei den Parlamentswahlen erstmals für die Duma, er unterlag jedoch knapp dem ehemaligen Kosmonauten German Titow. Nach Titows Tod wurde er dann 2001 als Kandidat der Volkspartei in die Duma nachgewählt, seitdem gehörte er ununterbrochen dem russischen Parlament an, seit 2007 als Abgeordneter der Partei Gerechtes Russland. Im September 2010 beteiligte er sich an der geplanten Gründung der Partei "Vorwärts Russland", der aber vom Justizministerium die offizielle Registrierung verweigert wurde.
Nach den Parlamentswahlen 2011 beteiligte sich Gudkow aktiv an den Protesten gegen die mutmaßlichen Wahlfälschungen und trat als Organisator von Demonstrationen und Kundgebungen gegen die Regierung auf. Im Rahmen eines Ermittlungsverfahrens wegen Steuerhinterziehung und Geldwäsche beantragte der Generalstaatsanwalt Juri Tschaika bei der Duma im September 2012 die beruflichen Aktivitäten Gudkows zu untersuchen. Nach einigen Tagen erklärte die zuständige Kommission der Duma, Gudkow sei Geschäftspraktiken nachgegangen, die für einen Parlamentarier unzulässig sind. So sei er in die Leitung einer privaten Baufirma involviert gewesen und habe Sicherheitsfirmen, die im Besitz seiner Familienangehörigen seien, durch seine Tätigkeit als Vorsitzender des Unterausschusses der Duma für die gesetzliche Regulierung der Tätigkeit privater Wachdienste Vorteile verschafft.  Da dies mit dem Status eines Abgeordneten unvereinbar sei, empfahl die Kommission dem Parlament Gudkow sein Abgeordnetenmandat zu entziehen. Gudkow wies die gegen ihn erhobenen Vorwürfe zurück. Alle seine Tätigkeiten entsprächen geltendem Recht. Am 14. September 2012 entzog die Duma per Mehrheitsentscheid Gudkow sein Abgeordnetenmandat, damit verlor er seine politische Immunität.
Im Mai 2013 wurde Gudkow von der Partei Jabloko als Kandidat für die Gouverneurswahlen in der Oblast Moskau nominiert. Bei den am 8. September stattgefundenen Wahlen erhielt 4,4 Prozent der Stimmen.
Seit Sommer 2019 lebt er dauerhaft in Bulgarien in der Stadt Warna, wohin er nach eigenen Angaben aus Angst vor einer drohenden Verhaftung geflüchtet sei.
Am 10. März 2023 hat das russische Justizministerium Gudkow als „ausländischen Agenten“ eingestuft. Am 27. Februar 2024 wurde er von der föderalen Finanzüberwachungsbehörde Russlands in das „Register der Extremisten und Terroristen“ aufgenommen.

## Privates
Gudkow ist verheiratet und hat zwei Söhne, sein Sohn Dmitri war ebenfalls Abgeordneter des russischen Parlamentes.